# Stephen R. Anderson
Pour les articles homonymes, voir Anderson.
Stephen Robert Anderson (né en 1943) est un linguiste américain, professeur émérite de linguistique et titulaire de la chaire Dorothy R. Diebold à l'université Yale. Il est président de la Société de linguistique américaine (en) en 2008.

## Biographie
Il obtient son diplôme en linguistique à l'institut de technologie de l'Illinois, en 1966 et un doctorat en 1969 au MIT. Il enseigne à l'université Harvard de 1969 jusqu'en 1975, puis est nommé à l'université de Californie à Los Angeles en 1975. En 1988, il devient professeur de sciences cognitives à l'université Johns-Hopkins, puis à l'université Yale en 1994. Il est élu membre de l'Association américaine pour l'avancement des sciences en 1993 et de l'Académie américaine des arts et des sciences en 1999. Il a été vice-président du Comité international des linguistes.

## Publications
- The Organization of Phonology, New York, Academic press, 1974
- Phonology in the Twentieth Century : Theories of Rules and Theories of Representations, Chicago, University of Chicago Press, 1985
- A-morphous Morphology, Cambridge, Cambridge University Press, 1992
- Doctor Dolittle's Delusion : Animals and the uniqueness of Human Language, New Haven, Yale University Press, 2004
- Aspects of the theory of clitics, Oxford, Oxford University Press, 2005

## Distinctions
- 1993 : membre de l'Association américaine pour l'avancement des sciences
- 1999 : membre de l'Académie américaine des arts et des sciences
- 2014 : Victoria A. Fromkin Lifetime Service Award (en)[4].